# Белєвина
45°34′ пн. ш. 18°01′ сх. д. / 45.56° пн. ш. 18.02° сх. д.
Белєвина (хорв. Beljevina) — населений пункт у Хорватії, в Осієцько-Баранській жупанії у складі громади Джурдженоваць.

## Населення
Населення за даними перепису 2011 року становило 712 осіб.
Динаміка чисельності населення поселення:

## Клімат
Середня річна температура становить 11,17 °C, середня максимальна – 25,56 °C, а середня мінімальна – -6,00 °C. Середня річна кількість опадів – 711 мм.
| Клімат поселення                              | Клімат поселення | Клімат поселення | Клімат поселення | Клімат поселення | Клімат поселення | Клімат поселення | Клімат поселення | Клімат поселення | Клімат поселення | Клімат поселення | Клімат поселення | Клімат поселення | Клімат поселення |
| Показник                                      | Січ.             | Лют.             | Бер.             | Квіт.            | Трав.            | Черв.            | Лип.             | Серп.            | Вер.             | Жовт.            | Лист.            | Груд.            |                  |
| Середній максимум, °C                         | 5,80             | 8,11             | 12,75            | 17,27            | 22,54            | 25,56            | 25,31            | 24,75            | 20,49            | 15,15            | 9,30             | 5,30             |                  |
| Середня температура, °C                       | −0,09            | 2,20             | 6,86             | 11,39            | 16,64            | 19,67            | 21,50            | 20,93            | 16,70            | 11,30            | 5,50             | 1,50             |                  |
| Середній мінімум, °C                          | −6               | −3,7             | 0,94             | 5,49             | 10,73            | 13,77            | 17,70            | 17,12            | 12,89            | 7,50             | 1,70             | −2,31            |                  |
| Норма опадів, мм                              | 44               | 41               | 42               | 54               | 68               | 91               | 64               | 64               | 54               | 62               | 71               | 56               |                  |
| Середньомісячна швидкість вітру, м/с          | 2.19             | 2.40             | 2.70             | 2.60             | 2.30             | 2.11             | 2.10             | 1.90             | 1.90             | 2.00             | 2.10             | 2.20             |                  |
| Середньомісячна сонячна радіація, кДж/м²·день | 4179             | 6860             | 10800            | 15297            | 19259            | 21261            | 22198            | 20127            | 14856            | 9133             | 4703             | 3519             |                  |
| --------------------------------------------- | ---------------- | ---------------- | ---------------- | ---------------- | ---------------- | ---------------- | ---------------- | ---------------- | ---------------- | ---------------- | ---------------- | ---------------- | ---------------- |
| Джерело:                                      |                  |                  |                  |                  |                  |                  |                  |                  |                  |                  |                  |                  |                  |